# Khichdi
El Khichdi (también conocido como khichdee, khichadi, khichuri, khichari y otras muchas variantes) se trata de un plato de la cocina india que contiene una combinación de arroz y lentejas. Se considera por regla general un plato informal. El Khichdi es un alimento de los primeros sólidos que ingieren los bebés en la India. El arroz y las lentejas se ponen a remojo hasta que pierden su consistencia, aliñado con cúrcuma y sal. El khichdee es el primer alimento que se sirve a los enfermos y pacientes. Se suele añadir verduras tales como la coliflor, la patatas, 

## Usos
El Khichdi se sirve por regla general con otro plato Indio denominado "kadhi". Otros acompañamientos son las papads, beguni (berenjenas fritas en una masa de besan), ghee (mantequilla clarificada), achar (aceite vegetal) y yogur.
- Datos: Q2478703
- Multimedia: Khichri / Q2478703